# Aforizam
Aforizam (grč. aphorismos) je kratak oblik jednostavne i duhovito izrečene tvrdnje ili sažete misli sa svojstvima paradoksa. Među prvima je koristi Hipokrat u svojoj zbirci kratkih medicinskih savjeta zvanoj Aphorismoi.

## Primjeri
- Najbolja akcija koja se može poduzeti, jest ne poduzeti ništa
- Ono što ne napraviš uvijek je važnije od onoga što si napravio.
- Kada ne žuriš, zeleno svjetlo se upali čim staneš pred semaforom.